# Gerald Celente
Treść tego artykułu może nie być zgodna z zasadami neutralnego punktu widzenia,
ponieważ nieuwzględniono stanowiska krytycznego wobec „proroctw”, choć stanowisko krytyczne jest obecne na anglojęzycznej Wikipedii..
Dokładniejsze informacje o tym, co należy poprawić, być może znajdują się w dyskusji tego artykułu.
 Po wyeliminowaniu niedoskonałości należy usunąć szablon {{Dopracować}} z tego artykułu.
Gerald Celente (ur. 29 listopada 1946 w Nowym Jorku) – amerykański analityk trendów i publicysta, zwolennik austriackiej szkoły ekonomii.
Założył „Trends Journal” oraz The Trends Research Institute, które zajmują się prognozami trendów socjopolitycznych oraz ekonomicznych.
Od 1980 roku zespołowi Celentego udało się prawidłowo przewidzieć kilkadziesiąt globalnych wydarzeń, np:
- kryzys z 2008 roku
- krach giełdowy w 2001 roku (dot.com)
- ostrzegał przed 9/11
- kryzys z 1987
- upadek ZSRR
- wybór Donalda Trumpa na prezydenta w 2016 roku
- telewizja internetowa
- wojnę w Iraku (i przegraną USA)
- znaczny wzrost cen złota w 2001 roku
- upadek sektora retail (centrów handlowych) w 2016 roku

Gerard Celente nosi przydomek współczesnego Nostradamusa. Liczba przewidzianych wydarzeń i krachów w jego wykonaniu jest ogromna. Jego najnowsze trendy „w toku” obejmują takie zagadnienia jak:
- upadek sektora aut autonomicznych (nie przemieszczających się z punktu A do punktu B)
- upadek rynku aut elektrycznych (chyba że zostanie wynaleziona nowa technologia produkcji baterii)
- dążenie do społeczeństwa bezgotówkowego
- wojna w Iranie
- dominacja Chin
- brak impeachmentu Donalda Trumpa
- straszenie wojną w Korei Północnej, która jednak zakończy się tylko na straszeniu
- negowanie pozycji Rosji, celem odwrócenia uwagi ludności od pogarszającej się sytuacji ekonomicznej w USA